# Ariston Group

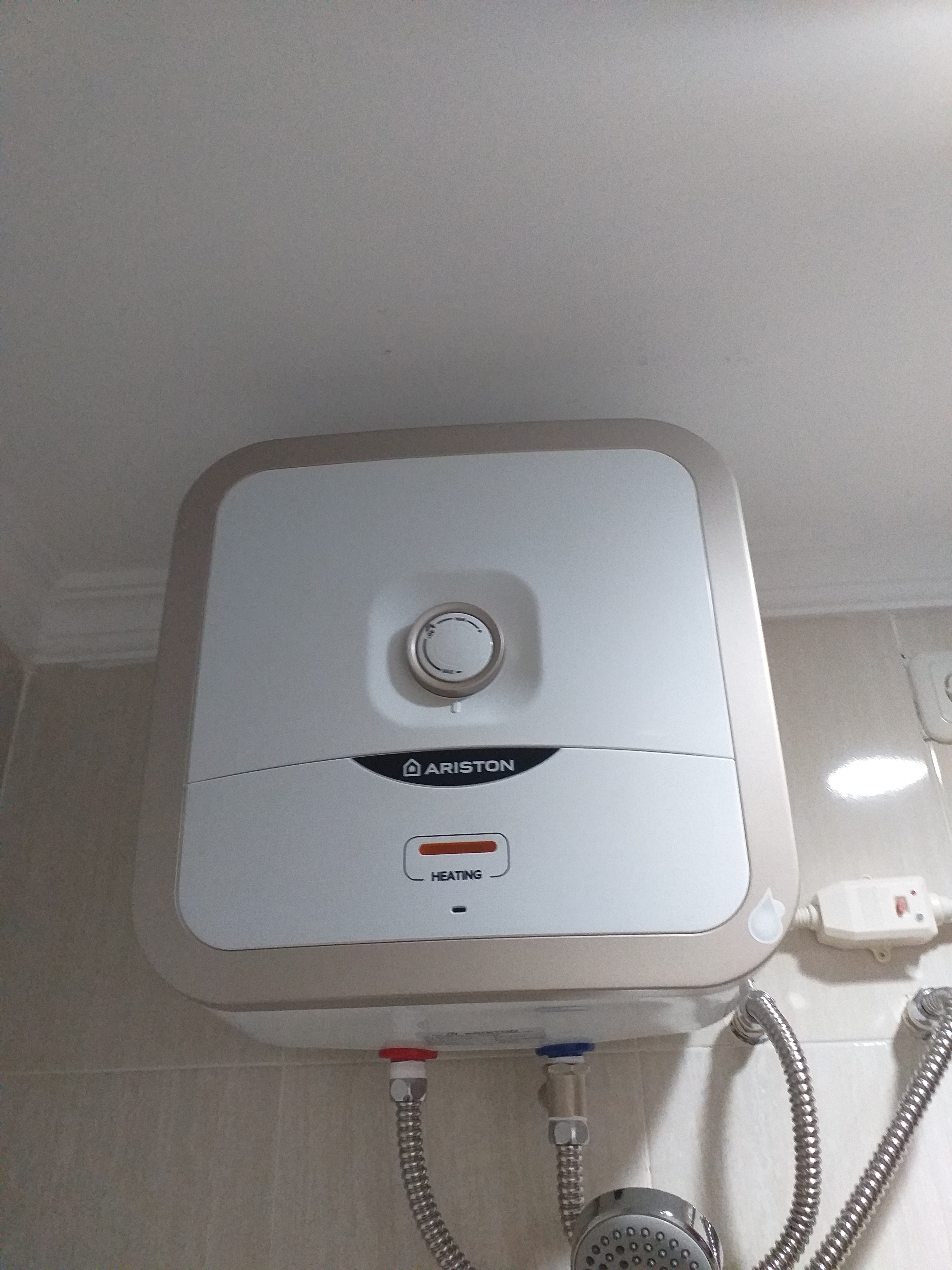
Водонагрівач Ariston

Ariston Group — це італійська корпорація (її юридичну базу перенесли до Нідерландів 2021 року), яка виробляє системи опалення та супутню продукцію, що продається переважно під брендами Ariston, Chaffoteaux, Elco, Racold, Régent, Atag, NTI, HTP, Cuenod, Ecoflam та Thermowatt.

## Історія
У 1930 році Арістід Мерлоні заснував компанію Industrie Merloni в Марках і почав виробництво ваг. Виробництво електричних водонагрівачів започатковано 1960 року, з появою бренду Ariston, який на початку 1970-х років привів Групу до статусу лідера в цьому секторі в Італії.
Після успіху обігрівачів Ariston у 1980-х роках компанія вирішила увійти в сектор опалення приміщень і почала виробництво котлів.
У 1990-х роках компанія відкрила перші філії у Східній Європі та Азії. Тоді ж компанія придбала Racold, найбільшого в Індії виробника водонагрівачів, і відкрила свій перший завод у Китаї.
На початку 21-го століття, у 2001 році, придбано кілька історичних компаній і брендів у секторах опалення та пальників, а саме: Chaffoteaux, Elco, Cuenod і Rendamax.
Протягом дворічного періоду 2004—2005 рр. урочисто відкрили нові заводи в Ханої та Санкт-Петербурзі, а також завершили придбання Ecoflam, останньої серед провідних компаній Італії з систем опалення; у 2008 році, після придбання Termogamma SA, що спеціалізується на виробництві теплових насосів, компанія відкрила свій європейський центр передового досвіду для сонячних систем опалення в Італії, в Серра де' Конті. У 2009 році компанія (до того входила в Групу MTS) змінила назву на Ariston Thermo. У 2011 році Ariston Thermo придбала Cipag SA і Domotec AG, лідерів у Швейцарії з виробництва, дистрибуції та обслуговування систем водяного опалення.
У 2013 році придбано DhE, італійську компанію, що спеціалізується на нагрівальних елементах для комерційного та промислового застосування, а також створено спільне підприємство для виробництва й комерціалізації систем побутового опалення в Узбекистані .
У 2014 році компанія вийшла на південноафриканський ринок безпосередньо через придбання Heat Tech Geysers, другого гравця країни з водонагрівачів, і урочисто відкрила фабрику електричних водонагрівачів у В'єтнамі. Того ж року компанія також посилила свою присутність на зрілих ринках завдяки придбанню ATAG Heating, голландського бренду високого класу в галузі опалення.
У квітні 2015 року уклала угоду про придбання Gastech-Energi A/S, провідної компанії в галузі побутового та промислового опалення в Данії, про що оголошено під час інавгурації в Росії нового логістичного центру площею приблизно 10 000 м² на виробничому майданчику у Всеволожську, поблизу Санкт-Петербурга.
У вересні 2016 року компанія Ariston Thermo оголосила про придбання контрольного пакета акцій компанії NY Thermal Inc., розташованої в Сент-Джоні (Канада), яка продає побутові й комерційні конденсаційні котли NTI у Канаді та США.
Протягом 2017 року Група завершила ще два придбання: одне в Сполучених Штатах Америки, де в серпні Ariston Thermo придбала HTP, провідну компанію на цьому ринку рішень для теплового комфорту, а друге в Ізраїлі, придбавши в жовтні ATMOR Group, провідну компанію в технології електричних проточних водонагрівачів.
Також у 2017 році два продукти Ariston — миттєвий електричний водонагрівач Aures Luxury Round і абсолютно новий Lydos Hybrid, перший гібридний електричний водонагрівач класу А — здобули нагороди GOOD DESIGN™ у номінаціях «Ванна та аксесуари» та «Будівельні матеріали». Перемоги Ariston у 2017 році пішли слідом за перемогами 2016 року з надсучасним газовим котлом Alteas, нагородженим за його інноваційний силует і якісні матеріали, бездоганні деталі та зручність у використанні.

## Цифри
У 2016 році компанія Ariston Thermo продала 7 мільйонів продуктів у понад 150 країнах світу, що становить оборот у 1,43 мільярда євро.
У Групі 6900 людей, які працюють у 59 компаніях, з 8 представництвами в 36 країнах.

## Бренди
- Ariston
- Elco Heating Solutions (заснована як Emile Looser Company)
- Chaffoteaux
- Racold
- Régent
- ATAG (ATAG Heating Group заснована Antoon Tijdink і Antoon van Goor)
- NTI
- HTP
- Cuenod
- Ecoflam
- Thermowatt
- Wolf Heiztechnik
- Hotpoint
- Brink Climate Systems B.V.
- Ned Air